# Пайни Удс
Пайни Удс (на английски: Piney Woods), наричана също Южни централни равнини, е физикогеографска област в южната част на Съединените американски щати, част от Югоизточноамериканските равнини в Източните умерени гори.
Тя заема североизточната част на щата Тексас, северозападната част на Луизиана и съседни области от Арканзас и Оклахома. Климатът е влажен субтропичен с мека зима и значителни валежи, равномерно разпределени през почти цялата година. В миналото заета от смесица от борови и широколистни гори, днес повечето гори в областта са залесявания с тамянов бор (Pinus taeda) и късолистен бор (Pinus echinata). Тя е сравнително рядко населена, с обработваеми земи главно по поречието на Ред Ривър, а най-голям град е Шривпорт.